# Sagardía
Sagardía (bürgerlich Jens Michael Müller; * 2. September 1978 in Asunción, Paraguay) ist ein deutsch-chilenischer Komponist. Der Künstlername Sagardía ist seiner chilenischen Großmutter Victoria Elena Melo Sagardía entlehnt und ist spanisch-baskischen Ursprungs.

## Leben
Sagardía begann mit neun Jahren das Klavierspiel zu erlernen. Mit 15 Jahren komponierte er erste Stücke. Er nahm am Wettbewerb „Jugend komponiert Baden-Württemberg“ teil und gewann den 3. Preis, 1997 den 1. Preis. Seine Stücke wurden im Rahmen der Preisträgerkonzerte vom Ensemble Gelber Klang uraufgeführt.
Auf einem Seminar von „Jugend komponiert“ lernte er die Komponistin Adriana Hölszky kennen. Ab 1997 war er Jungstudent bei Adriana Hölszky an der Hochschule für Musik und Theater Rostock, bei der er dann 1998, nach seinem Abitur am Helene-Lange-Gymnasium Markgröningen, sein Kompositionsstudium begann. Von 2000 bis 2005 studierte er anschließend an der Folkwang Universität der Künste Komposition (zunächst bei Nicolaus A. Huber, dann bei Günter Steinke) und elektronische Komposition bei Dirk Reith. In diese Zeit fiel auch die Gründung der Band „Diktator ohne Land“ zusammen mit Federico Dörries. Es entstand das Album „Zimt-Artillerie“.
Im Jahr 2006 erhielt Sagardía ein einjähriges Stipendium an der Internationalen Ensemble-Modern-Akademie, 2007 ein dreimonatiges Stipendium der Villa Aurora Los Angeles. 2008 folgte ein Stipendium für einen dreimonatigen Aufenthalt am Künstlerhof Schreyahn und 2011 ein Stipendium des Regierenden Bürgermeisters von Berlin für einen Aufenthalt an der Cité Internationale des Arts Paris. 2017 schließlich erhielt Sagardía ein sechsmonatiges Arbeitsstipendium der Senatsverwaltung für Kultur und Europa.
Das Musiktheaterstück Josefine nach den Texten Josefine, die Sängerin oder Das Volk der Mäuse und Forschungen eines Hundes von Franz Kafka wurde 2012 vom Fond für experimentelles Musiktheater ausgewählt und in Zusammenarbeit mit dem Stadttheater Krefeld Mönchengladbach uraufgeführt und in die Abonnementaufführungen der Saison 2012 aufgenommen. Josefine entstand in Zusammenarbeit mit dem Theaterregisseur Christian Grammel, dem Autor und Hörspielmacher Björn SC Deigner, der Dramaturgin Fanti Baum und unter Leitung des Dirigenten Lennart Dohms und der Choreografin Liz Waterhouse. Die Kostüme zu Josefine wurden von Charlotte Pistorius entworfen.
Im selben Jahr schrieb Sagardía die Musik zum Film Hinter der Tür des Regisseurs Oswaldo Diaz Medina.
Ab 2013 entstand eine Reihe von Stücken, die sich mit dem Ereignisbegriff Gilles Deleuzes aus seiner Abhandlung Logik des Sinns auseinandersetzten: Über die Variablen eines Tages für Schlagzeuger und Nah am Ereignis für vier Instrumente, Regentonnen und Auto sowie „Die Landschaft, das Werden, das Unbewusste“ für vier Instrumente, zwei Vögel und skulpturale Partitur.
Im Jahr 2016 entstand in Zusammenarbeit mit Olaf Hochherz, Christian Grammel und Nathalie Thomas sowie mit der Tanzfaktur Köln und später dem LOFFT Theater Leipzig das Performance-Stück Gravitaphon, in dem das von Hochherz entwickelte Instrument gleichen Namens im Zentrum der Aufführung stand.
Parallel zu seiner Tätigkeit im Bereich Neuer Musik entstanden zwischen 2012 und 2016 Musikalben mit Popularmusik. In Zusammenarbeit mit Wolfgang Zamastil gründete er die Band „Lab of the Halo“ und es entstand das Album Other terms of confusion. Zusammen mit Florian Werner und der Band „Palm Pilot“ das Album Ein Parkplatz im Schatten. Das Cover zum Album gestaltete die Künstlerin Isa Melsheimer. Für Isa Melsheimer schrieb Sagardía 2018 die Musik zu ihrem Video Wasserballet für Marl.
Sagardía komponierte 2021 eine Reihe von vier solistischen Stücken für das Ensemble Adapter, indem er sich mit den Aspekten der Überwindung seiner Drogensucht auseinandersetzt, die 2022 in einem Gesprächskonzert in Zusammenarbeit mit dem Ensemble Adapter mündete.
Er hielt 2023 in der Galerie Nemtsov & Nemtsov den Vortrag (Lecture concert) Die Biologie des Verlangens, in dem er eingehend über die Beziehung zwischen Sucht und Musik referierte und das er in enger Zusammenarbeit mit dem Duo Interconnections erarbeitet hatte. In diesem Kontext wurde auch das Stück Vom Mut bewölkter Tage (2023) für Harfe und Schlagzeug uraufgeführt.
Im Jahr 2024 realisiert Sagardía in Zusammenarbeit mit den Berliner Ensemble Die Maulwerker und dem Schlagzeuger Matthias Engler vom Ensemble Adapter das Stück Die Seele besteigt den Thron, das dem Andenken des im Jahr 2017 verstorbenen Komponisten, Cellisten, Songwriter und Musikproduzenten Wolfgang Zamastil und dem 2024 verstorbenen Cellisten, Komponisten und Musikpädagogen Scott Roller gewidmet ist.
2025 folgte er einer Einladung des Künstlerhaus Lauenburg für eine viermonatige Residenz, in der er sein Schlagzeugstück Romper la hora! realisiert, eine Schlagzeugstück für zwei Schlagzeuger*innen und schlagzeugspielende Stadt, das den spanischen Festtag Romper la hora! zum Vorbild nimmt.